# L'ultima vittoria
L'ultima vittoria è una commedia drammatica scritta da Luigi Lunari nel 2013 e tradotta in russo e in tedesco.

## Trama
È la storia di due sorelle, di opposto carattere.  La prima, Marta, è una grande campionessa, vincitrice di ori olimpici nella scherma, dalla vita piena e disinibita. La seconda, Alice, altrettanto dotata per lo sport, ha invece scelto per sé un'esistenza di assoluta normalità, scandita dal passaggio obbligatorio di un matrimonio con Roberto e dall'attesa di una maternità che non arriva. Durante un allenamento al fioretto, cui Alice si piega controvoglia, il fioretto di Alice si spezza, trasformandosi in un micidiale pugnale, che si affonda sul collo di troncandole il midollo spinale. Ma fino a che punto Alice abbia acconsentito a questo suo gesto, rimane un mistero sepolto in un suo indecifrabile groviglio di sentimenti. Marta rimane paralizzata, e dopo un lungo periodo di illusioni, persa ogni speranza di guarigione, chiede alla sorella di aiutarla a uscire da una vita che non ha più scopo. Ma a trovarle uno scopo è proprio Alice: accertatasi che la sua sterilità dipende da lei, propone a Marta di farsi mettere incinta da Roberto. Il figlio che lei non può avere lo avrà Marta, che però, una volta partorito, insiste per morire, anche e soprattutto per non privare il figlio di una madre "normale", come tutti i bambini del mondo. Alice aiuta Marta nel passo estremo, il bimbo nasce. È l'ultima vittoria. Ma quale delle due sorelle ha vinto?